# 주리즉이
주리즉이(洲利卽爾, ?~?)는 백제의 장군이다. 주리즉차(洲利卽次)라고도 표기되어 있다. 백제 무령왕 집권 시기인 513년에 왕명을 받고 장군 저미문귀(姐彌文貴), 오경박사 단양이(段楊爾)와 함께 귀국하는 왜국의 오사야 마기미(意斯移麻岐彌)를 따라 왜로 파견되었다.